# جوزف کارل بریل
جوزف کارل بریل (انگلیسی: Joseph Carl Breil؛ ‏ ۲۹ ژوئن ۱۸۷۰ – ۲۳ ژانویهٔ ۱۹۲۶) موسیقی‌دان، آهنگساز، رهبر ارکستر، خواننده تنور و کارگردان نمایش اهل ایالات متحده آمریکا بود.
از فیلم‌هایی که وی در آن‌ها نقش داشته است، می‌توان به تعصب و تولد یک ملت اشاره نمود.